# 1900年臺灣
|        | 臺灣歷史 \| 台灣歷史年表 |
| 世纪： | 18世纪臺灣 \| 19世纪臺灣 \| 20世纪臺灣 |
| 年代： | 1870年代臺灣 \| 1880年代臺灣 \| 1890年代臺灣 \| 1900年代臺灣 \| 1910年代臺灣 \| 1920年代臺灣 \| 1930年代臺灣                                           |
| 年份： | 1895年臺灣 \| 1896年臺灣 \| 1897年臺灣 \| 1898年臺灣 \| 1899年臺灣 \| 1900年臺灣 \| 1901年臺灣 \| 1902年臺灣 \| 1903年臺灣 \| 1904年臺灣 \| 1905年臺灣 |
| 纪年： | 庚子年（鼠年）、日本明治33年 |

1900年臺灣的臺東廳增設了出張所。

## 政府

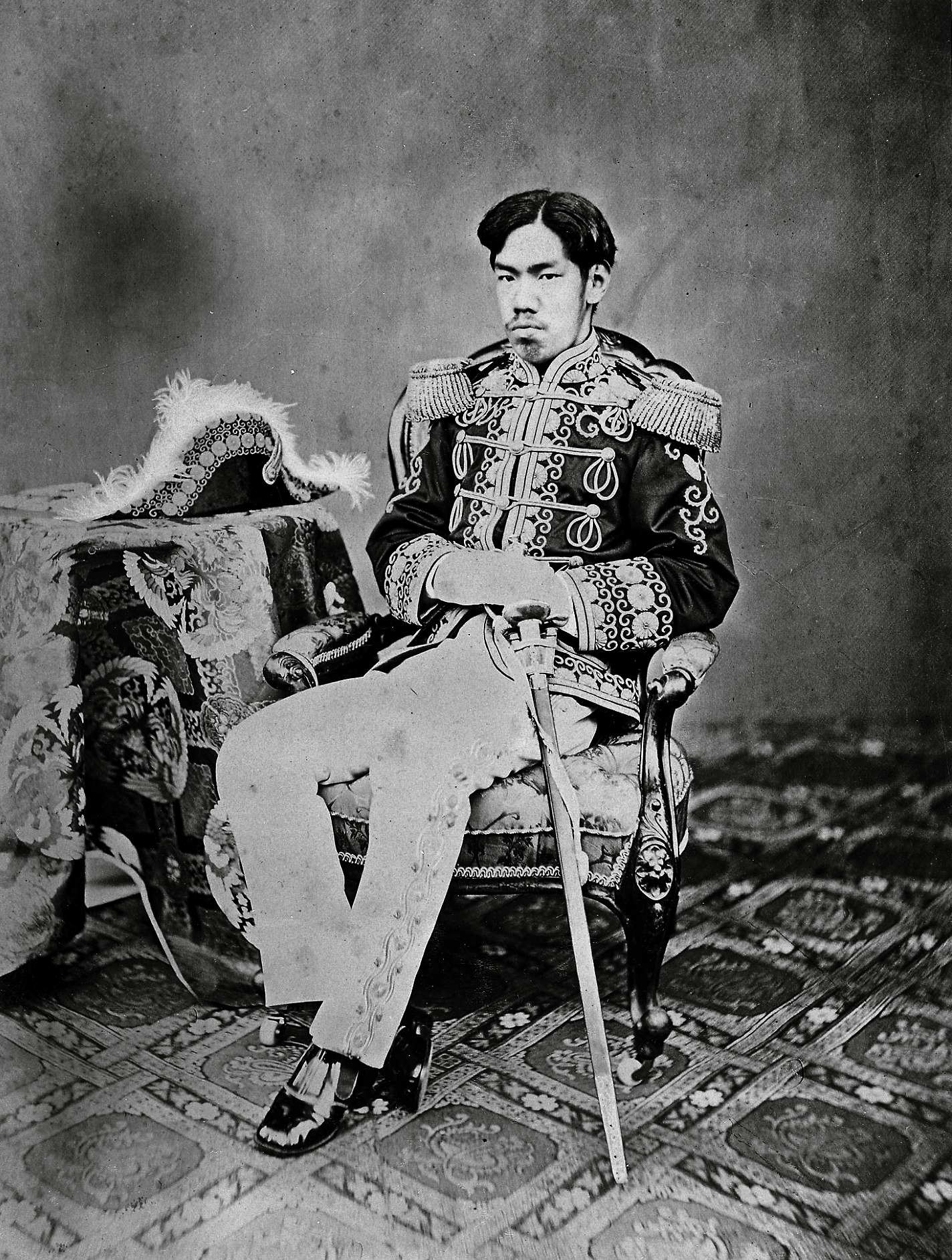
天皇：明治天皇
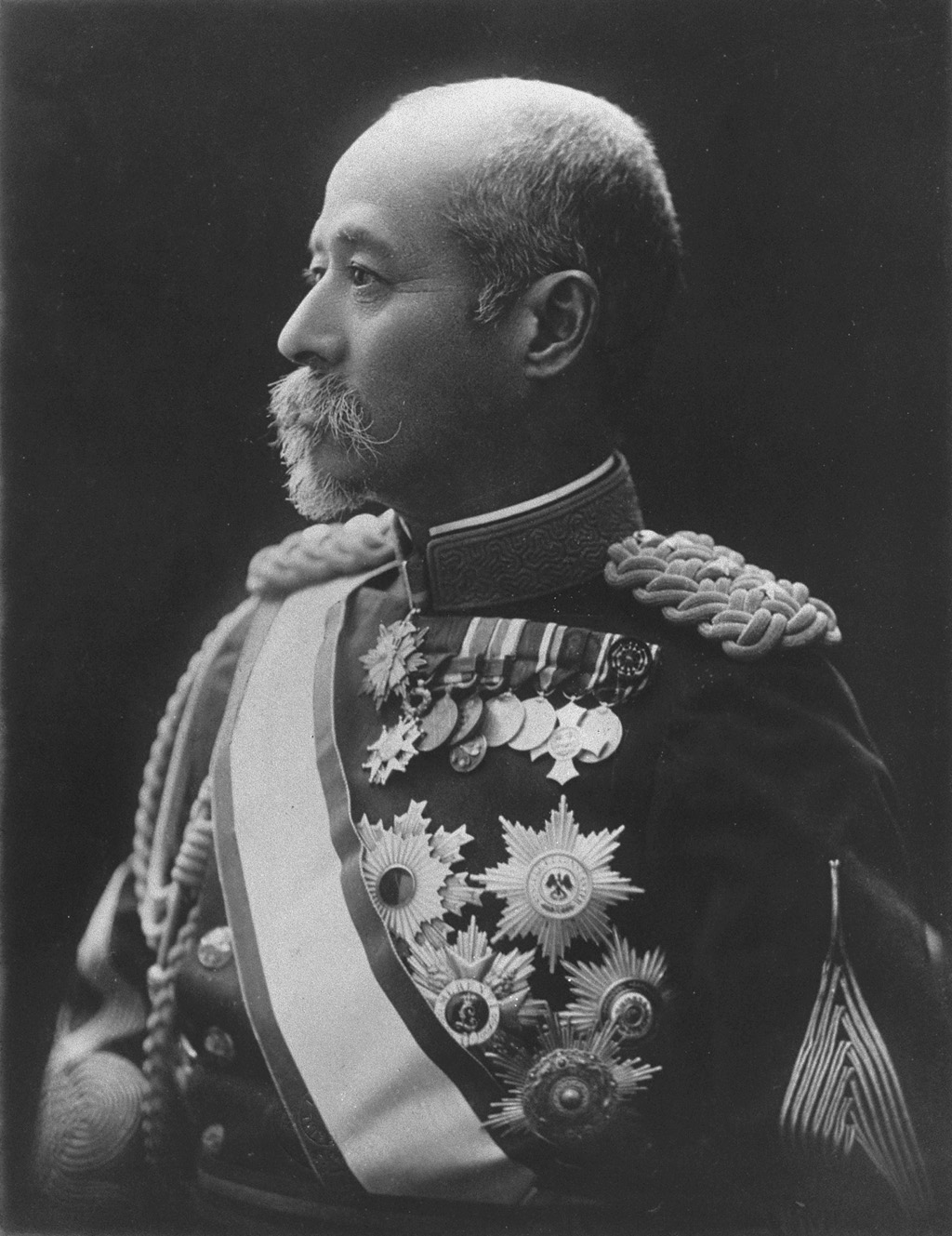
臺灣總督：兒玉源太郎
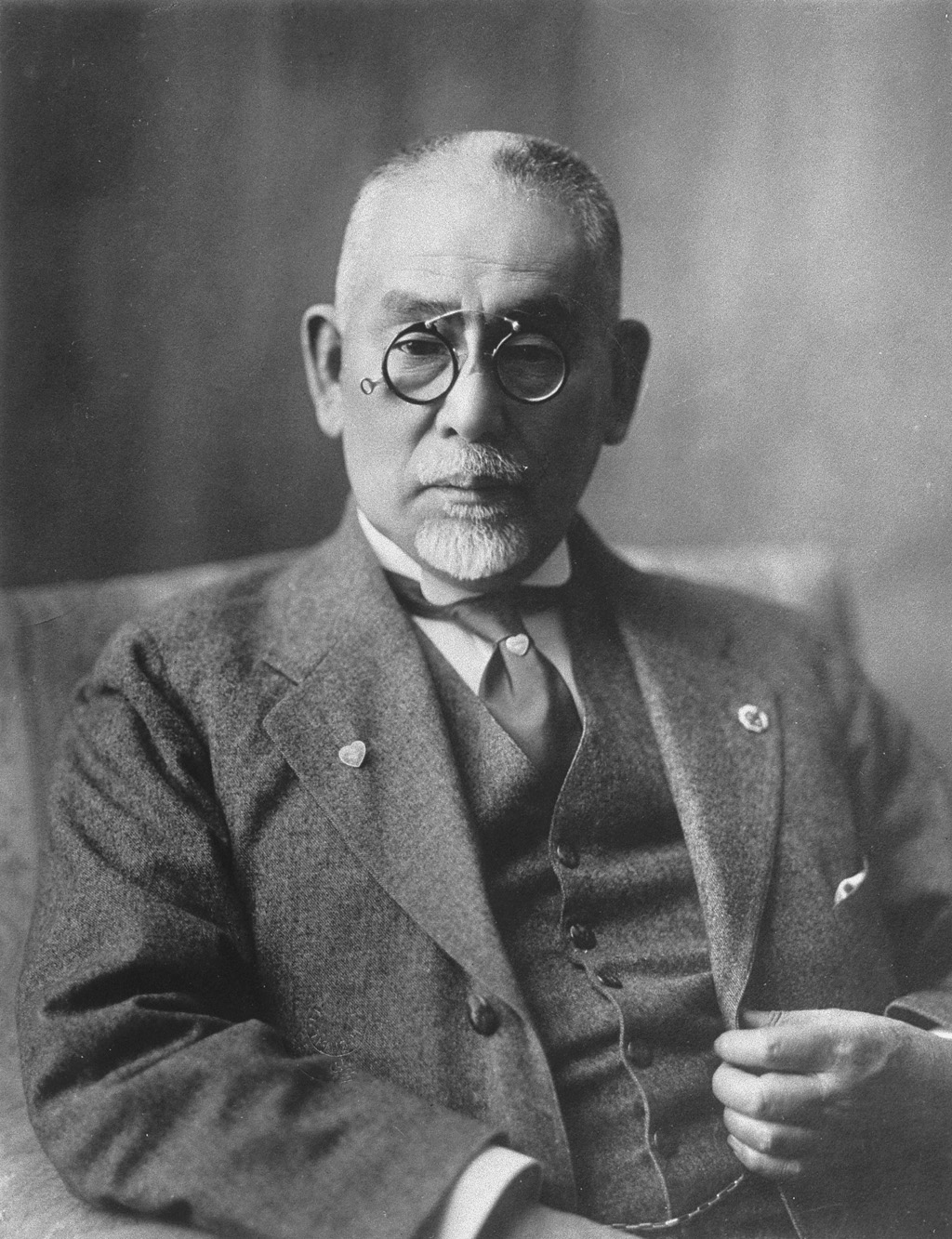
民政長官：後藤新平

## 大事記
- 2月6日——黃玉階倡組天然足會。[1]:189。
- 3月9日——公布〈治安警察法〉[1]:189。
- 3月15日——台北天然足會成立。
- 3月31日——台灣總督府交換局官制公布，台灣電話事業開始。
- 5月3日——臺灣總督府發布府令第四十二號調整臺東廳底下的出張所，除原有的花蓮港之外增設卑南、成廣澳、璞石閣三個出張所，出張所轄區也有所調整[2]。

| 出張所名     | 位置          | 轄區                      |
| ------------ | ------------- | ------------------------- |
| 卑南出張所   | 南鄉 卑南     | 南鄉 廣鄉（部分） 火燒島  |
| 成廣澳出張所 | 廣鄉 成廣澳庄 | 廣鄉（部分） 奉鄉（部分） |
| 璞石閣出張所 | 奉鄉 璞石閣庄 | 奉鄉（部分） 新鄉         |
| 花蓮港出張所 | 蓮鄉 花蓮港街 | 蓮鄉 奉鄉（部分）         |

- 9月9日：臺東廳花蓮港出張所的位置改為花蓮鄉新港街[3]。

## 出生
- 2月11日——侯雨利，企業家。臺南紡織創辦人。（1989年逝世）
- 3月1日——陳玉峰，廟宇彩繪匠師。其作品主要遍及南部縣市，例如臺南大天后宮、澎湖天后宮、北港朝天宮、嘉義城隍廟等處都有其畫作。（1964年逝世）
- 4月10日——郭國基，政治人物。黨外運動先驅。戰後任多屆省議員。（1970年逝世）
- 4月18日——蔡秋桐，臺語文學作家、詩人。戰後曾任元長鄉長、臺南縣參議員。（1984年逝世）
- 4月20日——黃石輝，作家。日治時期台灣話文論戰參與者。（1945年逝世）
- 4月28日——蔡旨禪，日治時期女性漢文詩人，澎湖有史以來首位女性漢文先生。（1958年逝世）
- 8月2日——石錫勳，醫師、黨外運動先驅，日治時期參與成立台灣文化協會，戰後投身民主運動。（1985年逝世）
- 6月28日——吳濁流，客家籍作家。代表作《亞細亞的孤兒》、《臺灣連翹》。（1976年逝世）